# Gordon Dean
Gordon Evans Dean (né le 28 décembre 1905 à Seattle - mort le 15 août 1958) est un avocat et un procureur américain. Il a été à la tête de la Commission de l'énergie atomique des États-Unis de 1950 à 1953.

## Carrière
Dean est diplômé de l'université de Californie du Sud en 1930, puis de la Duke University Law School (en) en 1932. En 1934, à l'époque du New Deal, il rejoint le département de la Justice des États-Unis. Il sera sous la direction de Homer S. Cummings (en) et de Frank Murphy.
Il enseigne un temps à la Duke University Law School avant d'être engagé comme assistant de Brien McMahon. Dean travaille à étendre le droit criminel fédéral et à l'appliquer dans des cas amenés à la Cour suprême des États-Unis. En 1940, Robert H. Jackson le nomme porte-parole envers les médias du département de la Justice. Après six ans, Dean quitte son poste pour joindre la firme McMahon.
Après son service militaire lors de la Seconde Guerre mondiale, Gordon Dean est à nouveau porte-parole envers la presse pour Robert H. Jackson, qui est désormais procureur en chef aux procès de Nuremberg.
De 1946 à 1949, il enseigne le droit criminel l'université de Californie du Sud.

### Fin de carrière
Après la fin de son mandat, Dean rejoint Lehman Brothers. En 1955, il travaille pour General Dynamics. Il sera également membre du conseil d'administration de la Fruehauf Trailer Company de Détroit.
À partir de 1954, il est membre du Council on Foreign Relations.
Dean meurt lors de l'écrasement d'un avion commercial de la Northeast Airlines (en) le 15 août 1958.